# Partícula virtual
En física de partículas, una partícula virtual es una fluctuación cuántica en forma de partícula elemental que existiría durante un tiempo tan corto que debido al principio de indeterminación de Heisenberg no sería posible medir sus propiedades físicas. El término «partícula virtual» se utiliza en contraposición a «partícula real» para explicar las infracciones que aquella parece cometer contra las leyes de conservación durante sus interacciones.
Más técnicamente una partícula virtual se concibe como una fluctuación transitoria, que exhibe algunas propiedades similares a las de una partícula elemental ordinaria, aunque en muchos casos resulta absolutamente indetectable, por lo que su estatus de entidad física existente ha sido discutido y algunos físicos consideran que se trata sólo de un artificio de cálculo para explicar ciertas propiedades cuánticas. La noción de partícula virtual se origina en teoría perturbativa cuántica, específicamente en el tratamiento matemático de ciertas teorías cuánticas de campos donde las interacciones entre partículas reales, físicamente detectables, se representan en términos de partículas virtuales (indetectables y de naturaleza diferente). Un proceso en el que intervienen partículas virtuales puede describirse mediante una representación esquemática conocida como diagrama de Feynman, en la que las partículas virtuales se representan mediante líneas internas.

## Tipos de partículas virtuales

### Bosones virtuales
En el modelo estándar, las fuerzas fundamentales están transmitidas por los bosones de gauge. Cuando estos bosones transmiten las fuerzas son partículas virtuales, y son creados en el vacío. Incluso en el vacío más perfecto, ya sea el que se cree en un laboratorio, el espacio intergaláctico, o el vacío interatómico, son creados continuamente bosones de gauge con una existencia extremadamente breve. La mecánica cuántica predice que la energía del vacío nunca puede llegar a ser cero. La energía menor posible del vacío se llama energía del punto cero, y es precisamente esta poca (aunque no nula) energía la de las partículas virtuales. Este modelo del vacío se llama vacío cuántico.
La transmisión de las fuerzas entre las distintas cargas de cada interacción está descrita por la teoría cuántica de campos, que describe cómo los bosones de gauge virtuales se transmiten a través del vacío polarizado entre las cargas reales. Algunos de estos bosones también se presentan como partículas reales en distintos fenómenos:
- Los fotones son partículas reales cuando los observamos en cualquier tipo de radiación electromagnética, como la luz o los rayos X. En cambio, cuando transmiten la interacción electromagnética entre partículas con carga eléctrica los fotones son virtuales.
- Los gluones reales forman los llamados mesones y bariones híbridos, así como las glubolas o bolas gluónicas (la existencia de ambos aún no está comprobada). Los gluones que transmiten la interacción fuerte entre partículas con carga de color son virtuales.

Pero una cuestión aún a resolver es saber si todos los bosones de gauge sin masa que existen, incluidos los que arriba se exponen como reales, son al fin y al cabo virtuales. Estas partículas se mueven a la velocidad de la luz, y por tanto, atendiendo a la teoría de la relatividad de Albert Einstein, el tiempo que tardan en propagarse entre dos puntos cualesquiera del universo es instantáneo desde el punto de vista de las partículas. Entonces, al ser el tiempo de emisión y absorción instantáneo, ¿serían virtuales?

### Pares virtuales de partícula-antipartícula
No solo surgen bosones de gauge en el vacío cuántico, sino también pares partícula-antipartícula; como por ejemplo pares electrón-positrón, o pares quark arriba-antiquark arriba, etc.
Siempre debe crearse una partícula con su antipartícula, conservándose así el número leptónico o bariónico (dos números cuánticos) del universo. Las partículas que surgen de este modo son virtuales porque en cuanto aparecen, tienen tan poca energía que al instante se aniquilan entre sí.
Estos pares virtuales se usan como un esquema explicativo para justificar que la energía del punto cero del vacío no es estrictamente nula. Además la radiación de Hawking puede recibir una explicación intuitiva en términos de la creación de estos pares virtuales de partícula-antipartícula.

## Fenómenos explicados mediante partículas virtuales

### Apantallamiento por partículas virtuales
Cerca de cualquier tipo de partícula real que tenga algún tipo de carga asociada a cualquier tipo de interacción, las partículas virtuales que surgen en el vacío y tienen dicha carga se polarizan durante su corta existencia, dando lugar así a una polarización neta del vacío a su alrededor.
Tomemos como ejemplo un electrón real: los pares electrón-positrón virtuales que aparecen a su alrededor se polarizan: los electrones virtuales repeliéndose del real, y los positrones virtuales acercándose. El efecto total de la polarización del vacío es el de reducir la carga efectiva de la partícula real, fenómeno conocido como apantallamiento.
En el caso de los quarks reales, los quarks virtuales apantallan tanto la carga eléctrica como la carga de color; pero en este caso, gluones virtuales también se polarizan (al contrario que los fotones eléctricamente neutros en el caso del electrón). Los gluones tienen, dicho rápidamente, carga de color y de anticolor; y su polarización es opuesta a la de los pares de quarks-antiquarks virtuales, haciendo que la carga de color efectiva de la partícula real sea mayor cuanto más grande sea la distancia a la carga real. Este fenómeno contrario a lo que ocurría antes con el electrón se llama antiapantallamiento. El antiapantallamiento se pierde cuanto más cerca se está de la carga real, lo que da lugar a la libertad asintótica de los quarks.

### Radiación de los agujeros negros
Para más información véase agujero negro.
El fenómeno de la producción de pares ocurre incluso en el borde del horizonte de sucesos de un agujero negro. Puede ocurrir que una de las partículas del par producido caiga dentro del agujero y que la otra se salve, convirtiéndose en una partícula real.
Como una de las partículas se ha vuelto real, se habría violado la ley de conservación de la masa y la energía. Pero esto no es así pues el agujero negro «paga», cediendo un poco de su propia energía a la realidad. El proceso continuado hace perder continuamente energía al agujero negro hasta que tras un tiempo directamente proporcional a la superficie del horizonte de sucesos el agujero desaparece completamente.
Este proceso se llama evaporación del agujero negro, y es causada por fotones que se vuelven reales. Estos fotones constituyen la denominada radiación de Hawking.

### Interacciones entre partículas reales
Si bien desde 1945, la teoría cuántica de campos usó para los cálculos fundamentalmente la teoría perturbativa en términos de partículas virtuales, en realidad las partículas virtuales no son una necesidad inevitable para hacer cálculos en teoría cuántica de campos. A partir de 1970, se empezaron a desarrollar esquemas de cálculo no perturbativos como la cromodinámica cuántica reticular, posteriormente extendida a otras teorías de campo de gauge, que desde inicios de siglo XXI ha tenido un papel destacado en computar magnitudes que quedaban fuera del alcance de la teoría perturbativa. El hecho de que los esquemas reticulares de cálculo permitan calcular magnitudes que coinciden con los resultados obtenidos mediante teoría perturbativa ha contribuido a favorecer la idea de que las partículas virtuales son un mero artificio matemática, aunque todavía existe cierta discusión al respecto.

## Estatus físico de las partículas virtuales
Se ha discutido si las partículas virtuales existen realmente o son un artificio de cálculo usado en los diagramas de Feynman y otros esquemas explicativos. Las partículas virtuales postuladas tienen algunas propiedades que las diferencian de las partículas físicas reales:
- No son directamente detectables, aunque podemos medir efectos asociados, apelando a su presencia.

- No tienen las relaciones de energía-momento-masa correctas. Para una partícula real con energía total {\displaystyle E}, cantidad de movimiento {\displaystyle {\boldsymbol {p}}} y masa en reposo {\displaystyle m} se satisface que: {\displaystyle E^{2}={\boldsymbol {p}}^{2}c^{2}+m^{2}c^{4}}, pero en una partícula virtual puede darse el caso que {\displaystyle E^{2}>{\boldsymbol {p}}^{2}c^{2}+m^{2}c^{4}} o {\displaystyle E^{2}<{\boldsymbol {p}}^{2}c^{2}+m^{2}c^{4}}. En concreto un fotón virtual, puede tener cualquier masa positiva..[5]

- En los diagramas de Feynmann, las partículas virtuales tienen un momento lineal perfectamente bien definido, por lo que el principio de indeterminación de Heisenberg comporta que tengan una indeterminación total en el espacio, por lo que en realidad, no podrían ser concebidas como partículas viajando a través del espacio.